# Завьялов, Алексей Александрович
Алексей Александрович Завьялов (1861—1907) — русский историк, чиновник московской Синодальной конторы.

## Биография
Родился в 1861 году.
После окончании Тверской семинарии учился в Санкт-Петербургской духовной академии, в которую был послан в 1881 году. После учёбы в семинарии некоторое время занимался педагогической деятельностью, а затем перешел на службу в Святейший Синод, где, начав с должности секретаря, дошёл до помощника управляющего синодальной канцелярией, а в 1903 году получил место прокурора и управляющего канцелярией Московской Синодальной конторы и затем был назначен имперским наблюдателем церковно-приходских школ. 
Как член комиссии по описанию Синодального архива, издал два тома «Полного собрания постановлений и распоряжений по ведомству православного исповедания Российской империи за время царствования императрицы Елизаветы Петровны». Участвовал в составлении Православной богословской энциклопедии (II—V тома).
Умер 9 (22) февраля 1907 года. Похоронен на Никольском кладбище Александро-Невской лавры.

## Труды
Главные труды Завьялова:
- К вопросу о браке и брачном разводе. — Санкт-Петербург : тип. А. Трунова, 1892. — [2], 167 с.
- Циркулярные указы Святейшего правительствующего синода 1867—1895 гг. / Собр. и изд. А. Завьялов, секр. Святейшего синода. — Неофиц. изд. — Санкт-Петербург: типо-лит. И. А. Фролова, 1896. — LIV, 282 с.
  - 2-е изд., доп. — Санкт-Петербург: И. Л. Тузов, 1901. — 444 с.
- Вопрос о церковных имениях при императрице Екатерине II. — СПб.: тип. А. П. Лопухина, 1900. — II, 400 с.
- О присяге. — Санкт-Петербург : Синод. тип., 1901. — XVI, 100 с.
- Римские катакомбы. — Санкт-Петербург : Училищ. совет при Святейшем синоде, 1903. — [2], VI, 166, II с.